# 箱山愛香
箱山愛香（はこやま あいか，1991年7月27日—），日本女子花樣游泳运动员。長野縣出生，畢業於三陽中学校及長野日本大学高校，現就讀於日本体育大学。

## 簡歷
2010年，箱山愛香與隊友參加廣州亞運會花樣游泳比賽的集體及自由組合比賽，奪得兩面銀牌。
2015年7至8月，箱山愛香出戰俄羅斯喀山舉辦的世界游泳錦標賽韻律泳比賽。她與隊友先後在集體技術自選、集體自由自選及自由組合項目，奪得三面銅牌。